# Luka Pavićević

Luka Pavićević je crnogorski košarkaš, kasnije trener, bivši jugoslavenski reprezentativac.
Igrao je na položaju beka tijekom 1980-ih i 1990-ih.
Karijeru mu je skoro prekinula teška prometna nesreća.

## Igračka karijera

### Klupska karijera
U karijeri je igrao za "Budućnost", "Cibonu", na američkom sveučilištu, "Jugoplastiku", iz koje je otišao pred rat.
Kasnija karijera: KK Radnički Beograd, Ironi Naharija, Proleter, KK Crvena zvezda, FMP Železnik, Beobanka, Šopron, Espon Honka, Anvil, KK Rabotnički Skoplje, Bezanson. Tijekom karijere, nekoliko puta se vraćao u Crvenu zvezdu, gdje je i završio igračku karijeru.

## Zanimljivosti
Bio je prvak SR Crne Gore u matematici.